# Valerie (film, 1957)
Pour les articles homonymes, voir Valérie.
Pour plus de détails, voir Fiche technique et Distribution.
Valerie est un film américain réalisé par Gerd Oswald, sorti en 1957, avec Anita Ekberg, Anthony Steel et Sterling Hayden dans les rôles principaux. Il s'agit de l'unique film américain de l'acteur britannique Anthony Steel et de l'unique apparition à l'écran du couple Ekberg-Steel.

## Synopsis
Le rancher John Garth (Sterling Hayden) est arrêté pour avoir gravement blessé sa femme, Valérie Horvat (Anita Ekberg) et pour avoir tué ses parents. Au cours du procès, il se remémore l'incident et les événements précédents.

## Fiche technique
- Titre original : Valerie
- Titre français : Valerie
- Réalisation : Gerd Oswald
- Assistant du réalisateur : William Eckhardt et Lindsley Parsons Jr.
- Scénario : Leonard Heideman et Emmett Murphy
- Direction artistique : Frank T. Smith
- Décorateur de plateau : Alfred Kegerris
- Photographie : Ernest Laszlo
- Montage : David Bretherton
- Musique : Albert Glasser
- Costumes : Leah Rhodes
- Production : Hal R. Makelim
- Société de production et de distribution : United Artists
- Pays d'origine :  États-Unis
- Langue originale : anglais
- Format : Noir et blanc (Technicolor) - 35 mm — 1,37:1 - Son : Mono
- Genre : Western
- Durée : 84 minutes
- Date de sortie : États-Unis : 1er août 1957

## Distribution
- Sterling Hayden : John Garth
- Anita Ekberg : Valerie Horvat
- Anthony Steel : Reverend Steven Blake
- Peter Walker : Herb Garth
- Jerry Barclay : Jim Mingo
- Iphigenie Castiglioni : Mrs. Horvat
- John Wengraf : Mr. Louis Horvat
- Gage Clarke (en) : Jonathan Griggs
- Tom McKee : Dave Carlin
- Sydney Smith : Judge Frisbee
- Bob Adler : Lundy
- Stanley Adams : Dr. Jackson
- John Dierkes : Bartender (non-crédité)
- Malcolm Atterbury : Shérif (non-crédité)
- Chet Brandenburg (non-crédité)
- Jack Tornek (it) (non-crédité)

## Autour du film
- Il s'agit de l'unique film américain de l'acteur britannique Anthony Steel et de l'unique apparition à l'écran du couple Ekberg-Steel.